# Николае Папахаджи
Николае А. Папахаджи (на румънски: Nicolae A. Papahagi) е арумънски писател, журналист и учител, деец на румънската пропаганда сред арумъните и мъгленорумъните.

## Биография
Папахаджи е роден в голямото македонско влашко (арумънско) село Авдела, тогава в Османската империя, днес в Гърция. Учи в лазаристкото училище при отец Жан-Клод Фавериал. Завършва Румънския лицей в Битоля в 1901 г. Занимава се с търговия. В 1907 година е назначен за директор на румънския интернат в Цариград. Пише в различни арумънски издания – солунското „Фръцилия“ (1901 – 1902), а от 1904 до 1911 година издава и ръководи „Курие де Балкан“ в Букурещ.
Взима участие в сепаратисткото движение по време на Първата световна война. В 1919 година семейството му се установява в Букурещ, където той работи във Външното министерство.
През юли 1919 г. Македоно-румънското културно-просветно дружество в Букурещ депозира пред Мирната конференция в Париж мемоар, подписан от д-р Г. Д. Гюламила, д-р Перикле Пючеря, Никола Папахаджи и Чезар Папакостя. Мемоарът заклеймява като крайно несправедлива подялбата на Македония от 1913 година, която „дълбоко не задоволи различните народности в Македония“. Затова тя трябва да се остави на македонците. „За да подпомогне реализирането на това толкова скъпо желание на македонците, Македоно-румънското културно-просветно дружество е натоварило вече една делегация, избрана от собствената му среда, да се отнесе в Париж и да ходатайствува пред събраната в тоя град конференция върху базата на принципа на народностите и самоопределението на последните: 1. Признаване независимостта на румънския кантон в Пинд, прокламирана вече ог Националния съвет на населението в тоя край, и 2. За останалата част от Македония установяването на политически режим, който да осигури на всички националности в тая страна, включително и на румънския елемент пълна автономия във всяко отношение.“ Според мемоара румънското население настоява за автономна Македония по възможност по швейцарски образец, защото Македония е „толкова различна по своето етническо устройство“. Автономията има за цел и избягването на непосредственото съприкосновение между „държави като Гърция и България например“, които имат стари вражди и така да се избегне нова война на Балканите.
Автор е на няколко книги, посветени на арумъните. Умира в 1931 година.
Синът му Валериу Папахаджи е виден румънски публицист и историк.